# ترومبوسپوندین
ترومبوسپوندینها (به انگلیسی: Thrombospondin) گروهی از گلیکوپروتئینهای ترشحی هستند که عملکرد مهارکنندگی رگ زایی دارند. به توجه به نقش پویای آنها در ماتریکس خارج سلولی، این گروه به عنوان پروتئین‌های ماتریکسی-سلولی در نظر گرفته می‌شوند. اولین عضو این خانواده، ترومبوسپوندین ۱ (به انگلیسی: Thrombospondin 1) در سال ۱۹۷۱ میلادی توسط نانسی ال بزینگر کشف شد.